# Gilia lanata
Gilia lanata är en blågullsväxtart som först beskrevs av John Lindley, och fick sitt nu gällande namn av Wilhelm Gerhard Walpers. Gilia lanata ingår i släktet gilior, och familjen blågullsväxter. Inga underarter finns listade i Catalogue of Life.